# Möhlstraße
Die Möhlstraße ist eine Innerortsstraße im Stadtteil Bogenhausen von München. Sie ist nach dem königlichen Hofgartendirektor Jakob Möhl (1846–1916) benannt, der u. a. die nahe gelegene Prinzregent-Luitpold-Terrasse geschaffen hat.

## Geschichte

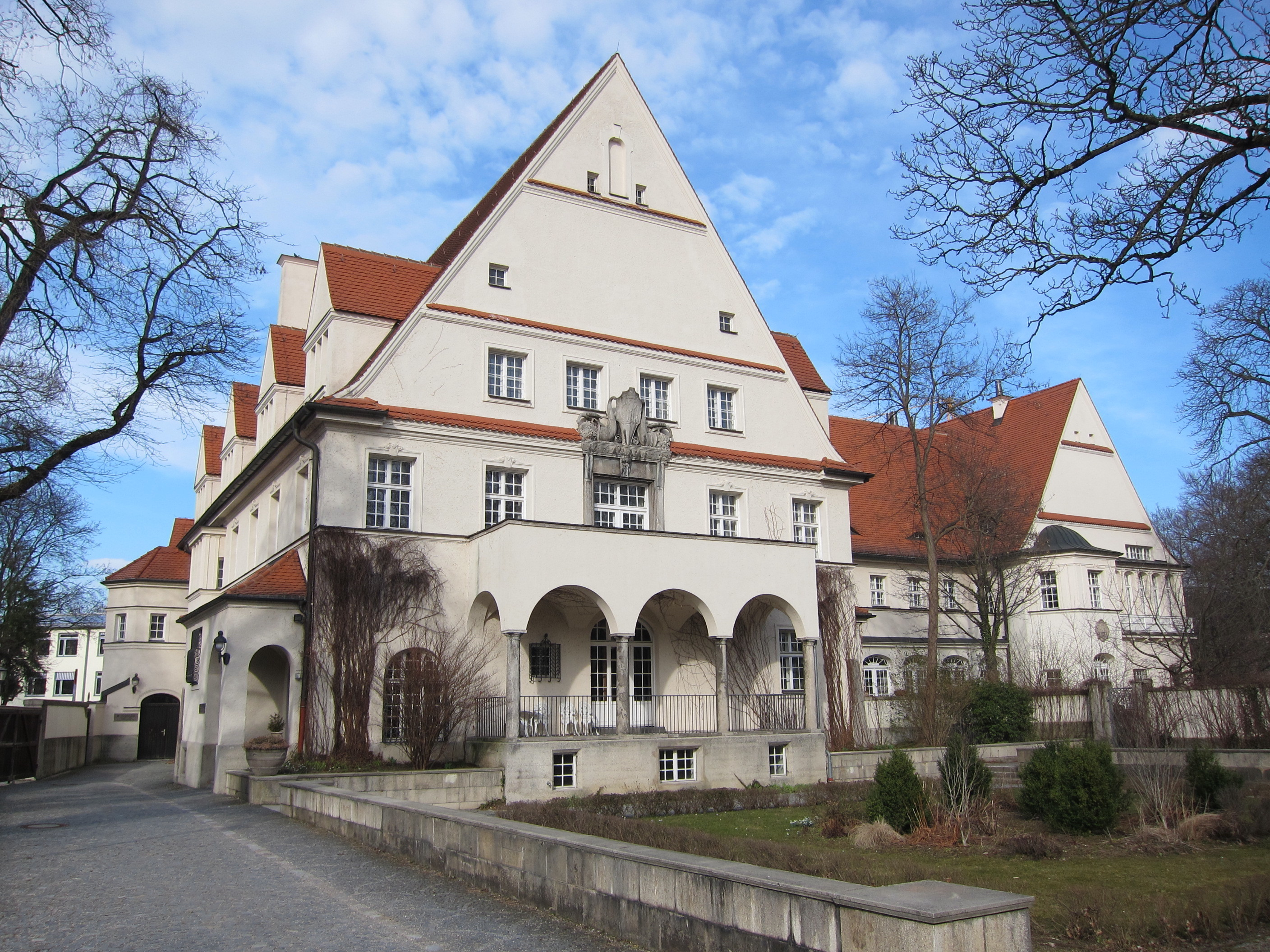
Gehört zum Ensemble der Straße: ehemalige Lauer-Villa

Die schon auf einem Plan aus dem Jahr 1865 ausgewiesene Trasse der Möhlstraße führt östlich am historischen Dorfkern von Bogenhausen vorbei. Der nördliche Abschnitt wurde zunächst als Lortzingstraße bezeichnet; an dem Sporn zur Törringstraße lag das Küchlmair-Anwesen der Familie Kaffl (Bogenhausen Nr. 14, danach Lortzingstraße 1). Die Bebauung der Straße erfolgte großenteils kurz vor 1900. Das Areal zwischen den Maximiliansanlagen und dem Bogenhauser Dorfkern war bei der Eingemeindung Bogenhausens nach München zum 1. Januar 1892 bereits nach dem „Möhlschen Plan“ planmäßig trassiert und in Bauplätze eingeteilt. Von der gewandelten Architekturauffassung der 1920er und 1930er Jahre zeugen die Häuser Nr. 5 und 29 (Villa Willstätter, abgebrochen). Nach 1933 betraf auch die Möhlstraße die Arisierung. Heinrich Himmler wohnte zeitweise in der Straße, zunächst in Nr. 19, dann Nr. 12a. Die Häuser Nr. 9 (Villa von Karl Wiesel) und 30 wurden als „Judenhäuser“ genutzt. In der Möhlstraße soll auch ein Außenlager des Konzentrationslagers Dachau bestanden haben. Es ist bekannt, dass KZ-Häftlinge immer wieder Zwangsarbeit in der Möhlstraße leisten mussten.
Ihren Höhepunkt an Bekanntheit erreichte die Möhlstraße unmittelbar nach Ende des Zweiten Weltkriegs als Mittelpunkt eines lebhaften jüdischen Lebens in München. Die Stadt entwickelte sich zum Zentrum jüdischer Gemeinschaft in Mitteleuropa, mit einem regen jüdischen Kulturleben sowie einem Schwarzmarkt, der schnell Legendenstatus erreichte. Viele der im Nationalsozialismus enteigneten Eigentümer der Villen in der und um die Möhlstraße hatten den Holocaust nicht überlebt. So übergab die amerikanische Besatzungsmacht die einst beschlagnahmten Gebäude nun an NGOs, Hilfsorganisationen die sich um jüdische Holocaust-Überlebende und Verfolgte kümmerten. Dazu gehörten etwa Joint, UNRRA und HIAS. Außerdem siedelten sich in Haus Nr. 14 Stellen der Israelitischen Kultusgemeinde an. Daneben entstanden in der Möhlstraße selbst als auch in den benachbarten Straßenzügen Siebertstraße, Höchlstraße und Hompeschstraße sowie die parallel verlaufenden Ismaninger- und Maria-Theresia-Straße Einrichtungen, die insbesondere aus Displaced People (DPs) bestanden, unter anderem eine Apotheke, ein Kindergarten und eine Schule. Die Straßenbahn, die von DP-Lagern am Stadtrand zur Möhlstraße führte, erhielt im Volksmund den Spitznamen „Palestine Express“.
Die Möhlstraße als bedeutender Schwarzmarktstandort entwickelte sich auch deswegen, weil jüdische DPs bessere Zulagen bekamen als die Stadtbevölkerung und sie begann, Essen, Zigaretten und Alkohol zu tauschen und zu verkaufen. Charlotte Knobloch, die Präsidentin der Israelitischen Kultusgemeinde in München, erinnert sich daran: „Hier in der Möhlstraße aber gingen mir die Augen über. Da gab es alles, was man sich vorstellen konnte. Und manches darüber hinaus. Lebensmittel, Werkzeug, Kleidungsstücke, Mobiliar, Musikinstrumente, Spirituosen, dazwischen thronte ein alter siebenarmiger Leuchter.“
Die auf dem nordwestlichen Eckgrundstück zur Neuberghauser Straße (Neuberghauser Str. 11) gelegene Lauer-Villa, die das Bild der Möhlstraße wesentlich mitprägt, steht an der Stelle der in den 1860er Jahren errichteten, um 1910 abgebrochenen Gastwirtschaft Neuberghausen. Sie wurde 1925 an das Corps Suevia München verkauft, dem sie bis 1939 gehörte, und nach 1945 als orthodoxe jüdische Synagoge mit Mikwe und angeschlossener Volksschule und hebräischem Gymnasium (bis 1951) genutzt, nach 1970 u. a. als Kindergärtnerinnenseminar und als Fachbereich Sozialpädagogik der Fachhochschule München. Derzeit beherbergt sie einen Kindergarten und die städtische Sing- und Musikschule.

## Verlauf
Die Möhlstraße verläuft auf dem rechten Isarhochufer parallel zur westlich gelegenen Maria-Theresia-Straße und zur östlichen Ismaninger Straße. Sie verbindet die als Europaplatz bezeichnete Erweiterung der Prinzregentenstraße östlich des Friedensengels mit der Montgelasstraße, die von der Isar (Max-Joseph-Brücke) zum Herkomerplatz führt. In ihrem nördlichen Abschnitt (ab der Neuberghauser Straße) verläuft die Straße in einem Einschnitt, der das Isarhochufer überwindet.

## Bedeutung

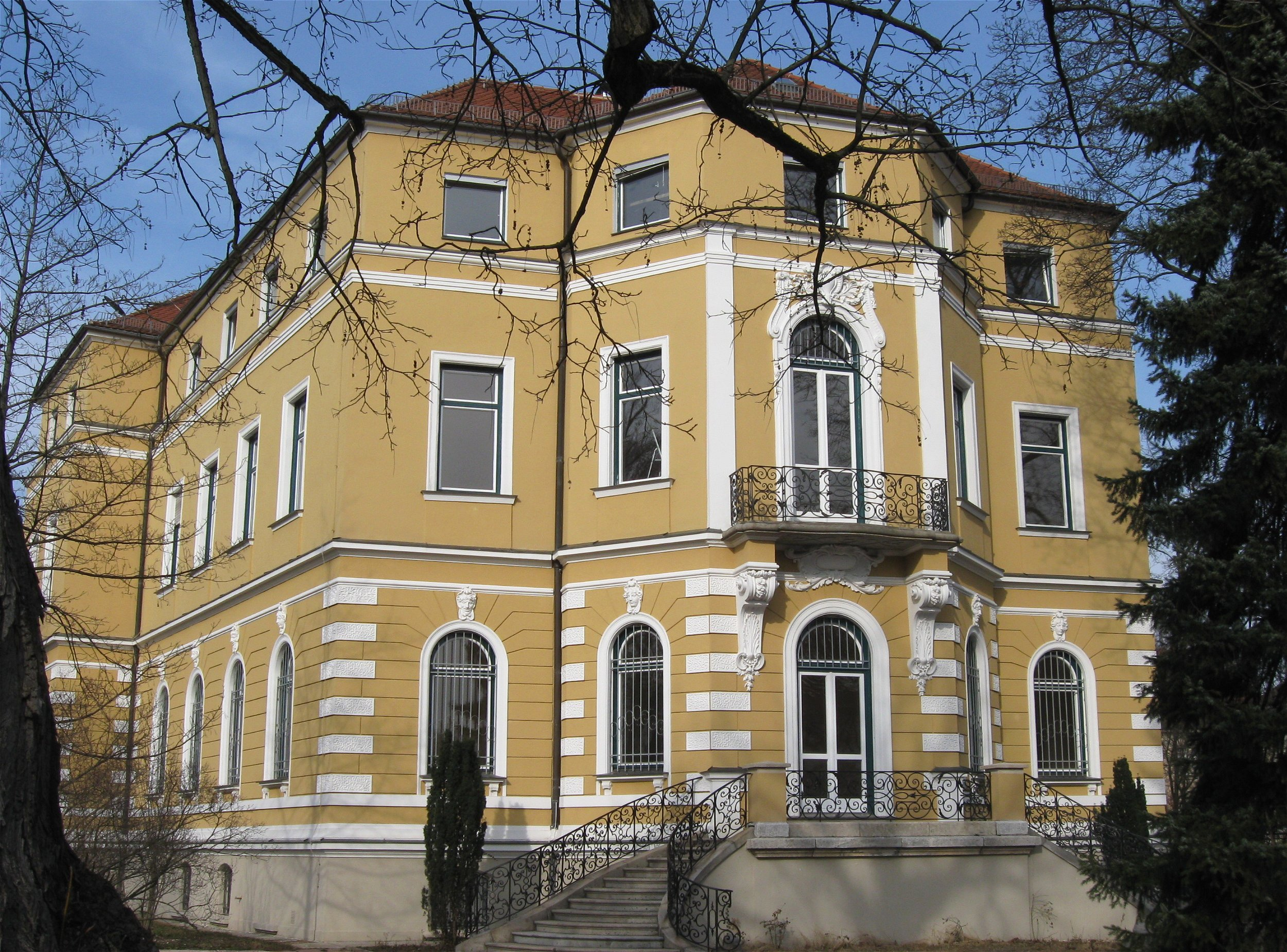
Ehemaliges Palais Hohenzollern

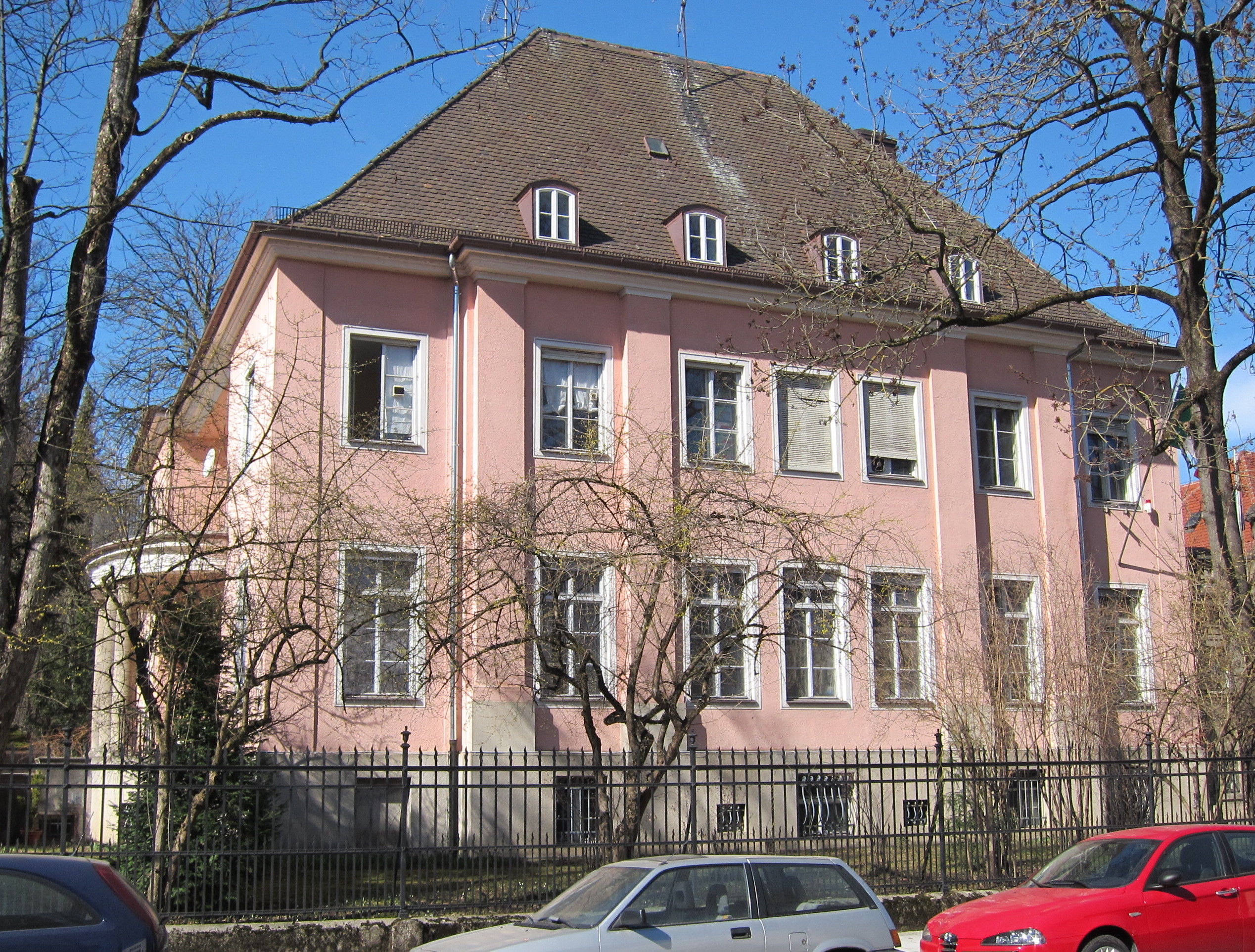
Italienisches Generalkonsulat

An der Möhlstraße liegen zahlreiche herrschaftliche Anwesen, so im Süden bedeutende konsularische Vertretungen wie das der Russischen Föderation (bis 2023, erstes Haus auf der linken Straßenseite, ehemaliges Palais Hohenzollern, vor 2011 Finanzgericht München}, Zugang von der Maria-Theresia-Straße, dortige Hausnummer 17), der Italienischen Republik (Hausnummer 3), von Großbritannien (Hausnummer 5) und Griechenland (Hausnummer 22) – alles Generalkonsulate. Außerdem liegt in der Straße die Kinderkrippe der Israelitischen Kultusgemeinde, IKG (Nr. 14; zuvor „Bayerisches Hilfswerk für die durch die Nürnberger Gesetze Betroffenen“, danach bis 2007 die Sinai-Grundschule und der Kindergarten der IKG), weiter das ehemalige Verbindungshaus der als rechtsextrem eingeordneten Burschenschaft Danubia München (Hausnummer 21, 2016 verkauft). In der Straße wohnten einige Prominente, so die Brauereifamilie Pschorr (Pschorr-Villa, Hausnummer 2), der Nobelpreisträger Richard Willstätter (Hausnummer 29), der Schriftsteller Theodor Haecker (Hausnummer 34) und der Pädagoge Georg Kerschensteiner (Hausnummer 39).

## Denkmalgeschützte Gebäude

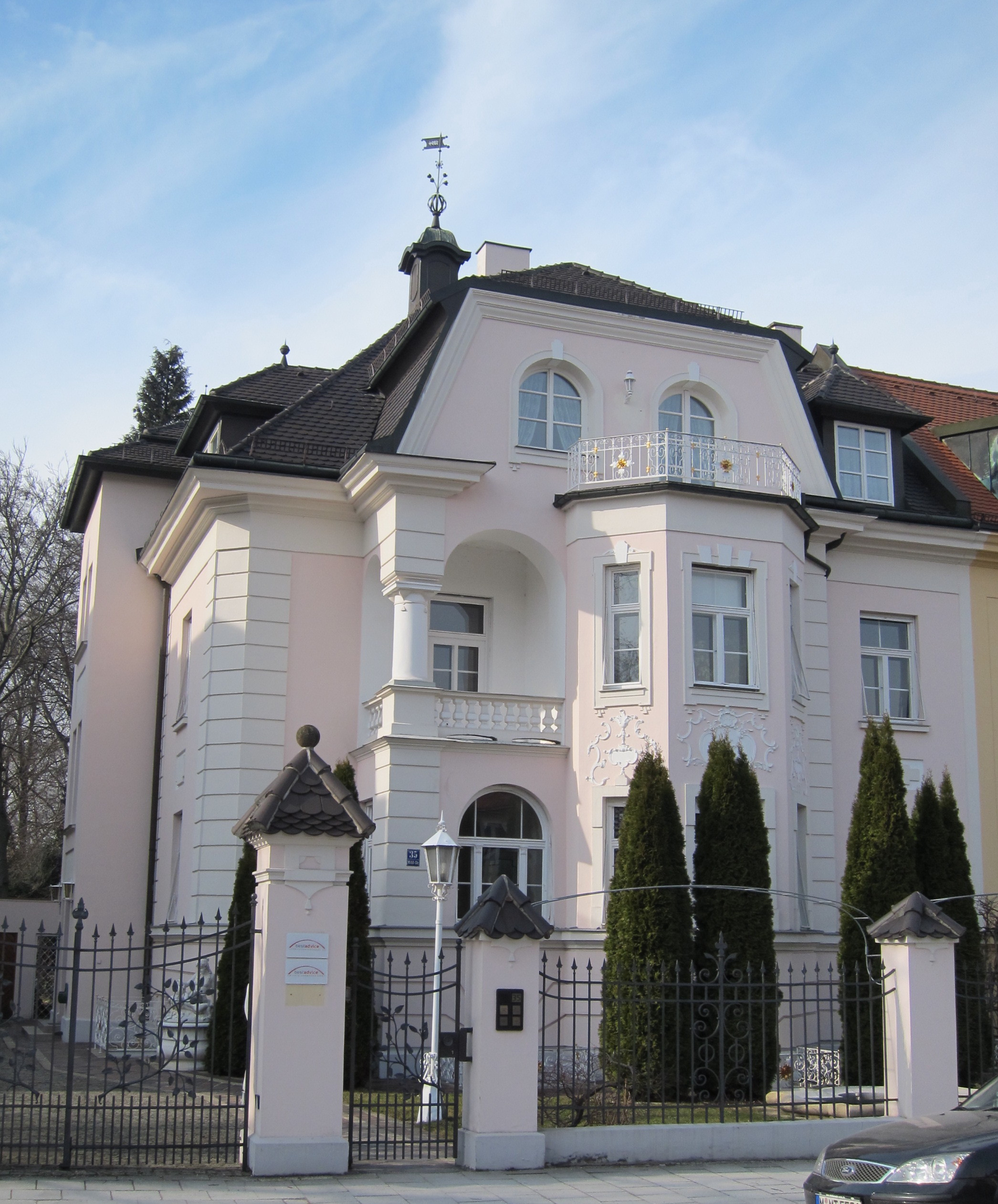
Möhlstraße 35

Viele Häuser in der Möhlstraße sind in die Denkmalliste eingetragen (Zusammenstellung im Artikel Liste der Baudenkmäler in Bogenhausen). Besonders bemerkenswert sind die Pschorr-Villa Nr. 2 von Eugen Drollinger, die Villa Nr. 10 (Villa Bischoff, 1957–1985 französisches Generalkonsulat) im barockisierenden Jugendstil von Paul Pfann und Günther Blumentritt, die Jugendstilvilla Nr. 23 mit Turm von Emanuel von Seidl für Georg Theodor Pschorr (ab August 1945 Sitz des American Joint Distribution Committee, 1949–1953 Sitz der Monacensia-Bibliothek), die beiden neubarocken Villen Nr. 35 (Villa Seitz) und 37 (Nr. 37 wurde von Jakob Möhl erworben), an deren Bau Hans Grässel beteiligt war, die Doppelvilla Nr. 39 (Villa Pfaff) und 41 von Leonhard Romeis und die Villa Wulffen (Nr. 43, hier nach 1945 Büro des „Zentralkomitees der befreiten Juden“), ebenfalls von Romeis, an der Ecke zur Neuberghauser Straße.
Nicht erhalten sind das Teutonenhaus (Nr. 28), die Villa Willstätter (Nr. 29, abgebrochen 1957 und durch ein Mehrfamilienhaus ersetzt) und die Villa Düll (Nr. 31, 1971 abgebrochen und durch ein Appartementhaus ersetzt).